# Park stanowy Valley of Fire
Park stanowy Valley of Fire (Dolina Ognia) – najstarszy i największy park stanowy w Nevadzie, utworzony w 1935 roku.
Położony jest 80 km na północny wschód od Las Vegas i rozciąga się na obszarze 141 km².
Dolina Ognia swoją nazwę zawdzięcza ognisto czerwonym formacjom skalnym utworzonym przed 150 milionami lat głównie z piaskowca, ale także z wapienia, łupków i zlepieńca.
Latem temperatury dochodzą do 40 °C a zimą spadają nawet do –25 °C a średnie roczne opady to zaledwie 100 mm. Takie warunki pogodowe sprawiają, że dolina porośnięta jest bardzo ubogą roślinnością, w większości są to pustynne krzewy i kaktusy. Zwierzęta zamieszkujące dolinę (kojoty, lisy czy króliki) prowadzą głównie nocny tryb życia. Występuje tu również rzadki gatunek żółwia pustynnego (Gopherus agassizii).
Dolina była często odwiedzana przez Indian Anasazi, którzy w okresie od 300 r. p.n.e. do 1150 r. zamieszkiwali pobliską, żyzną dolinę Moapa, w celach religijnych, w poszukiwaniu pożywienia lub podczas polowań. Świadczą o tym zachowane do dziś petroglify wykute w wielu miejscach doliny.
Ze względu na swoje unikatowe walory Dolina Ognia często wykorzystywana była jako plan do filmów lub reklam. Powstały tu fragmenty takich dzieł jak Transformers, Star Trek: Pokolenia, Austin Powers: Agent specjalnej troski, Con Air – lot skazańców i wiele innych.